# ある視点
「ある視点」（あるしてん、フランス語: Un Certain Regard）は、カンヌ国際映画祭の公式セレクションの一部門である。

## 「ある視点」部門
1978年にジル・ジャコブが導入した。パルム・ドールを争うためのコンペティション部門とは別に、カンヌ国際映画祭期間中に並行して行われる。
あらゆる種類のヴィジョンやスタイルをもつ、「独自で特異な」作品群が提供される。世界各国から毎年20本ほどの作品が選出される。
「ある視点」賞（フランス語: Prix Un Certain Regard、「ある視点」部門グランプリ）は、1998年、若き才能を認め、フランス国内での配給を支援する補助金を提供することで、革新的で大胆な作品群を奨励すべく導入された。2005年より、グルパマ・ガン基金から30,000ユーロの融資により存立する賞となった。
「ある視点」部門からはグランプリの他に、審査員賞、希望賞、男優賞、女優賞などが選ばれることもある。黒沢清監督は2008年に『トウキョウソナタ』で審査員賞、2015年に『岸辺の旅』で監督賞を受賞 。翌年の2016年は深田晃司監督が『淵に立つ』で審査員賞を受賞した。

## 「ある視点」部門グランプリ受賞作一覧
| 開催年 | 題名 原題                                                         | 監督                                 | 製作国                  |
| ------ | ----------------------------------------------------------------- | ------------------------------------ | ----------------------- |
| 1998年 | Killer Tueur à gages                                              | ダルジャン・オミルバエフ             | カザフスタン フランス   |
| 1999年 | ビューティフル・ピープル Beautiful People                         | ジャスミン・ディズダーヌ             | イギリス                |
| 2000年 | 彼女を見ればわかること Things You Can Tell Just by Looking at Her | ロドリゴ・ガルシア                   | アメリカ合衆国          |
| 2001年 | Boyhood Loves Amour d'enfance                                     | イヴ・コーモン                       | フランス                |
| 2002年 | ブリスフリー・ユアーズ Sud sanaeha                                | アピチャートポン・ウィーラセータクン | タイ                    |
| 2003年 | 輝ける青春 La meglio gioventù                                     | マルコ・トゥリオ・ジョルダーナ       | イタリア                |
| 2004年 | 母たちの村 Moolaade                                               | センベーヌ・ウスマン                 | セネガル                |
| 2005年 | ラザレスク氏の最期 Moartea domnului Lăzărescu                     | クリスティ・プイウ                   | ルーマニア              |
| 2006年 | Luxury Car 江城夏日                                               | ワン・チャオ                         | 中国                    |
| 2007年 | カリフォルニア・ドリーミン California Dreamin'                    | クリスティアン・ネメスク             | ルーマニア              |
| 2008年 | トルパン Tulpan                                                   | セルゲイ・ドボルツェボイ             | カザフスタン            |
| 2009年 | 籠の中の乙女 Kynodontas                                           | ヨルゴス・ランティモス               | ギリシャ                |
| 2010年 | ハハハ 하 하 하                                                   | ホン・サンス                         | 韓国                    |
| 2011年 | アリラン 아리랑                                                   | キム・ギドク                         | 韓国                    |
| 2011年 | Stopped on Track Halt auf freier Strecke                          | アンドレアス・ドレーゼン             | ドイツ                  |
| 2012年 | 父の秘密 Después de Lucía                                         | ミシェル・フランコ                   | メキシコ                |
| 2013年 | 消えた画 クメール・ルージュの真実 L'image manquante               | リティー・パニュ                     | カンボジア              |
| 2014年 | ホワイト・ゴッド 少女と犬の狂詩曲 Fehér Isten                     | コーネル・ムンドルッツォ             | ハンガリー              |
| 2015年 | ひつじ村の兄弟 Hrútar (Rams)                                      | グリムール・ハコナーソン             | アイスランド            |
| 2016年 | オリ・マキの人生で最も幸せな日 Hymyilevä mies                     | ユホ・クオスマネン                   | フィンランド            |
| 2017年 | ぶれない男 لِرد (Lerd)                                             | モハマド・ラスロフ                   | イラン                  |
| 2018年 | ボーダー 二つの世界 Gräns                                         | アリ・アッバシ                       | スウェーデン デンマーク |
| 2019年 | 見えざる人生 A Vida Invisível                                     | カリン・アイヌーズ                   | ブラジル ドイツ         |
| 2021年 | Разжимая кулаки                                                   | キラ・コヴァレンコ                   | ロシア                  |

## 日本からの出品作
| 開催年 | 題名                                | 監督                                                 | 備考                                                                    |
| ------ | ----------------------------------- | ---------------------------------------------------- | ----------------------------------------------------------------------- |
| 1999年 | 海賊版＝BOOTLEG FILM                | 小林政広                                             |                                                                         |
| 2000年 | 日曜日は終わらない                  | 高橋陽一郎                                           |                                                                         |
| 2001年 | 歩く、人                            | 小林政広                                             |                                                                         |
| 2001年 | H story                             | 諏訪敦彦                                             |                                                                         |
| 2001年 | 回路                                | 黒沢清                                               | 国際映画批評家連盟賞                                                    |
| 2005年 | エリ・エリ・レマ・サバクタニ        | 青山真治                                             |                                                                         |
| 2008年 | トウキョウソナタ                    | 黒沢清                                               | 審査員賞受賞                                                            |
| 2008年 | TOKYO!                              | ミシェル・ゴンドリー レオス・カラックス ポン・ジュノ | ドイツ、 フランス、 韓国、 日本との合作                                 |
| 2009年 | 空気人形                            | 是枝裕和                                             |                                                                         |
| 2010年 | Chatroom/チャットルーム             | 中田秀夫                                             | 制作国は イギリス                                                       |
| 2012年 | 11・25自決の日 三島由紀夫と若者たち | 若松孝二                                             |                                                                         |
| 2015年 | あん                                | 河瀬直美                                             | オープニング作品                                                        |
| 2015年 | 岸辺の旅                            | 黒沢清                                               | 監督賞受賞                                                              |
| 2016年 | 淵に立つ                            | 深田晃司                                             | 審査員賞受賞                                                            |
| 2016年 | レッドタートル ある島の物語         | マイケル・デュドク・ドゥ・ヴィット                   | 特別賞                                                                  |
| 2016年 | 海よりもまだ深く                    | 是枝裕和                                             |                                                                         |
| 2017年 | 散歩する侵略者                      | 黒沢清                                               |                                                                         |
| 2021年 | ONODA 一万夜を越えて                | アルチュール・アラリ                                 | オープニング作品 フランス、 ベルギー、 ドイツ、 イタリア、 日本との合作 |
| 2022年 | PLAN 75                             | 早川千絵                                             |                                                                         |
| 2024年 | ぼくのお日さま                      | 奥山大史                                             |                                                                         |